# Джонай (Призрен)
Джонай (алб. Gjonaj, серб. Ђонај/Đonaj) — село в Косове, на правом берегу реки Белый Дрин, в историческом регионе Хас, в 17 км к северо-западу от города Призрен. Административно относится к общине Призрен Призренского округа.
Албанист Роберт Элси отождествляет Джонай с селом Гур, родиной священников Андреа Богдани и Петера Богдани.